# Iván Asen IV
Iván Asen (en búlgaro: Иван Асен), también conocido como Iván Asen IV fue un príncipe búlgaro, tercer hijo del zar Iván Alejandro con su primera esposa Teodora de Valaquia. 

## Historia
Nació cerca de 1326 y poco se sabe sobre él. En 1337, fue nombrado coemperador junto con su hermano Iván Sracimir. En el decimoctavo año del reinado de su padre—1349—Iván y sus tropas se enfrentaron a un fuerte ejército otomano de veinte mil hombres bajo el mando del hermano mayor de Murad I, Solimán bajá. La feroz batalla entre los búlgaros y los turcos se llevó a cabo en los alrededores de Sofía. Según las crónicas anónimas de Bulgaria, «los turcos mataron a Iván y a un gran número de búlgaros». Según las crónicas otomanas «muchos jenízaros perecieron» en la batalla. Eso demuestra que la batalla provocó muchas bajas en ambos lados e Iván Asen pereció luchando valientemente por su país. Es probable que, a pesar de las grandes pérdidas, los búlgaros habían conseguido expulsar a los otomanos, ya que la siguiente invasión ocurrió seis años después, en 1355, cuando en la batalla de Ihtiman los otomanos mataron al hermano mayor de Iván, Miguel Asen. 
Iván Asen IV se casó con una princesa de valaca y tuvieron dos hijas.